# Xã Ballville, Quận Sandusky, Ohio
Xã Ballville (tiếng Anh: Ballville Township) là một xã thuộc quận Sandusky, tiểu bang Ohio, Hoa Kỳ. Năm 2010, dân số của xã này là 5.985 người.